# Поперечная (приток Китата)
Поперечная — река в Кемеровской области России. Впадает в Китат в 101 км от устья по правому берегу. Длина реки — 10 км.
У истока находится разъезд Пихтач.

## Данные водного реестра
По данным государственного водного реестра России относится к Верхнеобскому бассейновому округу,
 речной бассейн реки — (Верхняя) Обь до впадения Иртыша,
 речной подбассейн реки — Чулым,
 водохозяйственный участок реки — Чулым от в/п с. Зырянское до устья.
Код водного объекта — 13010400312115200020929.